# Maculinea schmidti
Maculinea schmidti är en fjärilsart som beskrevs av Kardakoff 1928. Maculinea schmidti ingår i släktet Maculinea och familjen juvelvingar. Inga underarter finns listade i Catalogue of Life.